# BigMama
Марианна Маммоне (итал. Marianna Mammone; известная под псевдонимом BigMama; род. 10 марта 2000, Авеллино, Кампания) — итальянская рэперша, певица и автор песен. Участница музыкального фестиваля в Сан-Ремо 2024 года.

## Биография
Родилась в Сан-Микеле-ди-Серино, Авеллино. У неё есть три брата. Окончив лицей она переехала в Милан в 2018 году, чтобы изучать городское планирование в Политехническом университете.
Маммоне начал читать рэп в возрасте 13 лет. В 2016 году, в 16 лет, по совету друзей она начала публиковать свои песни. В дуэте с Элоди она выступила на музыкальном фестивале в Сан-Ремо 2023, исполнив песню «American Woman» группы The Guess Who.
В феврале 2024 года была участницей фестиваля в Сан-Ремо 2024 с песней «La rabbia non ti basta». В следующем месяце она выпустила свой второй студийный альбом Sangue. В апреле 2024 года BigMama объявила о публикации своей первой автобиографии Cento occhi, которая вышла 14 мая того же года. В том же месяце выступила на благотворительном концерте Una Nessuna Centomila на Арене ди Верона вместе с Алессандрой Аморозо. После концерта Аморосо попросила BigMama совместно поработать над песней, и в итоге они выпустили сингл «Mezzo rotto», который достиг 10-го места в итальянском чарте. В сентябре 2024 года она была удостоена награды Breakthrough Award на мероприятии Billboard Italia Women in Music.
Маммоне была специальным гостем на фестивале в Сан-Ремо 2025. Во время конкурса песни Евровидение 2025 она будет комментировать трансляцию для итальянских зрителей вместе с Габриэле Корси.

## Личная жизнь
В детстве Маммоне страдала от буллинга из-за своего веса. В 2020 году ей поставили диагноз лимфома Ходжкина, но пройдя курс химиотерапии к февралю 2021 года она сумела вылечиться.

## Дискография

### Альбомы
| Название       | Датели                                                                                         | Чарты |
| Название       | Датели                                                                                         | ITA   |
| -------------- | ---------------------------------------------------------------------------------------------- | ----- |
| Next Big Thing | - Опубликован: 15 апреля 2022 - Форматы: Digital download, streaming                           | —     |
| Sangue         | - Опубликован: 8 марта 2024 - Лейблы: Epic, Pluggers - Формат: CD, Digital download, streaming | 22    |

### Синглы
| Название                                    | Год  | Чарты | Certifications | Альбом             |
| Название                                    | Год  | ITA   | Certifications | Альбом             |
| ------------------------------------------- | ---- | ----- | -------------- | ------------------ |
| «77»                                        | 2019 | —     |                | Неальбомные синглы |
| «Amsa»                                      | 2019 | —     |                | Неальбомные синглы |
| «Mayday» (with Lester Nowhere)              | 2020 | —     |                | Неальбомные синглы |
| «Formato XXL» (with Real Talk)              | 2021 | —     |                | Неальбомные синглы |
| «TooMuch» (with Crookers)                   | 2021 | —     |                | Неальбомные синглы |
| «Così leggera» (with Crookers and No Label) | 2021 | —     |                | Неальбомные синглы |
| «Ma che hit»                                | 2023 | —     |                | Неальбомные синглы |
| «Bloody Mary»                               | 2023 | —     |                | Неальбомные синглы |
| «La rabbia non ti basta»                    | 2024 | 25    | - FIMI: Gold   | Sangue             |
| «Cento occhi»                               | 2024 | —     |                | Sangue             |

#### С другими исполнителями
| Название                                                     | Год  | Чарты | Чарты | Certifications                   | Альбом             |
| Название                                                     | Год  | ITA   | POL   | Certifications                   | Альбом             |
| ------------------------------------------------------------ | ---- | ----- | ----- | -------------------------------- | ------------------ |
| «Mezzo rotto» (Alessandra Amoroso featuring BigMama)         | 2024 | 6     | 51    | - FIMI: 2× Platinum - ZPAV: Gold | Неальбомные синглы |
| «Il linguaggio del corpo» (Paola & Chiara featuring BigMama) | 2024 | —     | —     |                                  | Неальбомные синглы |